# انتقال حرارت از طریق پره‌ها
پره ها افزودنی هایی بر روی سطوح خارجی اجسام هستند که سرعت انتقال گرما (حرارت) به جسم یا از جسم را، به وسیله افزایش همرفت (جابجایی)، افزایش می‌دهند. زیاد شدن سرعت انتقال حرارت، با افزایش سطح (مساحت) جسم به دست می آید که افزایش مساحت موجب ازدیاد سرعت انتقال حرارت به میزان کافی می‌شود. این روش مناسب ترین راه برای افزایش سرعت (نرخ) انتقال حرارت است، زیرا در غیر این صورت، راه جایگزین برای انجام این کار، افزایش ضریب انتقال حرارت است (که به ماهیت ونوع مواد مورد استفاده و همچنین شرایط استفاده بستگی دارد) و یا گرادیان دما (که بستگی به شرایط استفاده دارد). مشخص است که با این شرایط، تغییر شکل جسم راحت تر از تغییر دما و ضریب انتقال حرارت است.در نتیجه پره ها راه حل مناسبی برای افزایش سرعت انتقال حرارت از سطوح هستند که به طور گسترده ای در تعدادی از اشیاء استفاده می شوند. مواد سازنده پره باید رسانایی حرارتی بالایی داشته باشند. در بیشتر کاربردها، پره توسط یک سیال در حال حرکت احاطه شده است،  که به دلیل مساحت زیاد ، آن را به سرعت گرم یا سرد می کند، و همینطور به دلیل رسانایی حرارتی بالای پره، گرما به سرعت به جسم وارد و یا از جسم منتقل می شود. . برای عملکرد بهتر انتقال حرارت با کمترین هزینه ممکن، ابعاد و شکل پره باید برای کاربردهای خاص مورد نیاز محاسبه شود که به این کار طراحی پره می گویند. یک راه متداول برای طراحی پره ، ایجاد یک مدل از پره و سپس شبیه سازی آن در شرایط خدمات مورد نیاز است.
در انتخاب پره ها باید به چند مورد دقت کرد، یک اینکه پره از جنس یک فلز که ضریب رسانایی بالایی دارد باشد تا بتواند حرارت را سریع تر از خود عبور دهد. دوم اینکه ضریب پخش گرمایی (Thermal Diffusivity) بالایی داشته باشد که به معنای کاهش میزان حرارت ذخیره شده در خود و افزایش میزان حرارت منتقل شده از خود می باشد. سوم اینکه پره ها خود به عنوان نوعی مقاومت در برابر انتقال گرما هستند، لذا بازده ای برای پره انتخاب می شود که حاصل تقسیم مقدار حرارت منتقل شده از سطح در حضور پره و مقدار حرارت منتقل شده از سطح بدون پره می باشد. این بازده باید حداقل برابر با دو باشد. یعنی انتقال حرارت از سطح در حضور پره دو برابر هنگامی باشد که پره ای نداریم.
مطالعه روی پره ها و یا اشکال مستطیلی اغلب در دو بعد بدون درنظر گرفتن اثر صفحه پایه انجام شده, در حالی که اگر پره ها کوتاه و ضخیم باشند اثر صفحه پایه در چگونگی حرکت و انتقال حرارت جابجائی بسیار قابل ملاحظه خواهد شد. این مقاله هندسه جدیدی از استقرار پره ها را روی یک سطح بررسی می نماید. برای این منظور جریان آرام سیال همراه با انتقال حرارت سه بعدی در برخورد با مجموعه ای از پره های ضخیم موازی مانند آنچه در روی بعضی از مبدلهای حرارتی دیده می شود و یا مانند بلوکهای موازی ساختمانی مشاهده می گردد بررسی شده است. معادلات حاکم با استفاده از روش حجم محدود به کمک الگوریتم SIMPLC حل گردیده و چگونگی جدائی و برخورد سیال که کاملا با مطالعات دو بعدی متفاوت بوده بررسی شده است. اثر صفحه پایه از یک طرف و جریان آزاد بالای بلوک سبب تغییر موقعیت ناحیه برگشتی و کاهش شدید انتقال حرارت جابجائی در ناحیه متصل به صفحه پایه گردیده است. مطالعات حرکت سیال و جابجائی گرما برای نسبت مسدودیت و نسبت ارتفاع مختلف از پره ها انجام و نتایج در نمودارهای مختلف ارائه شده است.  

## روش های مدل سازی
فرض کنید جسمی داریم که پره هایی در سطح خارجی آن قرار دارد و هوا در اطراف آن جریان دارد.
سرعت انتقال حرارت بستگی دارد به :
- شکل و هندسه سطح خارجی پره
- مساحت جسم
- سرعت باد (یا هر سیال دیگری)
- دمای محیط اطراف (سیال)

مدل‌سازی پره ها در این مورد شامل آزمایش بر روی مدل فیزیکی ان و بهینه‌سازی تعداد پره ها و گام باله‌ها برای بیشترین کارایی ممکن است. 
یکی از معادلات تجربی به دست آمده برای ضریب انتقال حرارت برای سطح پره در سرعت باد کم به صورت زیر است:{\displaystyle k=2.11v^{0.71}\theta ^{0.44}a^{-0.14}}که در آن :
k= ضریب انتقال حرارت سطح پره بر حسب [W/m 2 K ]
a=طول پره بر حسب [mm]
v=سرعت باد بر حسب [km/hr]
θ=پیچ باله بر حسب [mm]
معادله دیگری که برای سیال در سرعت های بالا که با آزمایش هایی توسط گیبسون به دست آمده :{\displaystyle k=241.7[0.0247-0.00148(a^{0.8}/\theta ^{0.4})]v^{0.73}}که در آن:
k=ضریب انتقال حرارت سطح پره بر حسب [W/m 2 K ]
a=طول پره بر حسب [mm]
θ=پیچ پره بر حسب [mm]
v=سرعت باد بر حسب [کیلومتر/ساعت]
معادله طراحی شده دقیق تر برای ضریب انتقال حرارت سطح پره عبارت است از:{\displaystyle k_{avg}=(2.47-2.55/\theta ^{0.4})v^{0.9}0.0872\theta +4.31}که در آن:
k (متوسط) = ضریب انتقال حرارت سطح پره بر حسب [W/m 2 K ]
θ=پیچ پره بر حسب [mm]
v=سرعت باد بر حسب [کیلومتر/ساعت]
همه این معادلات را می توان برای محاسبه میانگین ضریب انتقال حرارت برای پره در طرح های مختلف استفاده کرد.

## طرح
معادله بقای مومنتوم (تکانه) در این حالت به صورت زیر است:{\displaystyle {\partial (\rho v) \over \partial t}+v\nabla .(\rho v)=-\nabla P+\nabla .\tau +F+\rho g}این معادله با معادله تداوم به صورت ترکیب شده استفاده می شود.
برای حل، معادله انرژی نیز مورد نیاز است که عبارت است از:{\displaystyle {\partial (\rho E) \over \partial t}+\nabla .[v(\rho E+p)]=\nabla .[k_{eff}\nabla T-\Sigma _{j}h_{j}J_{j}+(\tau .v)]}

با حل معادله بالا، مشخصات دمایی منطقه سیال به دست می آید.
هنگامی که معادله، به عنوان یک معادله اسکالر حل شود، می توان از آن معادله برای به دست آوردن دما در سطوح پره و سیلندر استفاده کرد، با کاهش معادله به معادله زیر:
{\displaystyle \nabla ^{2}T+{{\overset {.}{q}} \over k}={1 \over \alpha }{\partial T \over \partial t}}
که در آن
q = تولید گرمای داخلی (که در این حالت برابر با صفر است)
همچنین به دلیل وجود فرض حالت پایدار : dT/dt = 0 
این معادلات جریان سیال و انرژی را می توان در انواع نرم افزار شبیه سازی تنظیم و حل کرد. برای حل معادلات جریان سیال و انرژی،  پارامتر های جریان و شرایط حرارتی جسم مثل سرعت سیال و یا دمای سطح باید مشخص شود. همچنین، در صورت وجود، شرایط مرزی و فرضیات  باید مشخص شود.
این معادله  پروفیل های سرعت و پروفیل های دما برای سطوح مختلف را محاسبه می کند و از این دانش می توان برای طراحی پره استفاده کرد.
انتقال حرارت بین جامد و سیال با استفاده از مکانیزم همرفت (Convection) صورت می گیرد. پره با افزایش سطح تماس بین جامد و سیال، انتقال حرارت را افزایش می دهد.
پره ها در موتورهای هوا خنک، مبدل های حرارتی، لوله های کندانسور تبرید، ترانسفورماتورهای الکتریکی، دستگاه های نیمه هادی و رادیاتور خودروها کاربرد دارند.
پره ها به صورت ۳ دسته ی اصلی طبقه بندی می شوند:
- پره مستقیم (Longitudinal Fin)
- پره شعاعی (Radial Fin)
- پره سوزنی (Pin Fin)